# Saab 2000

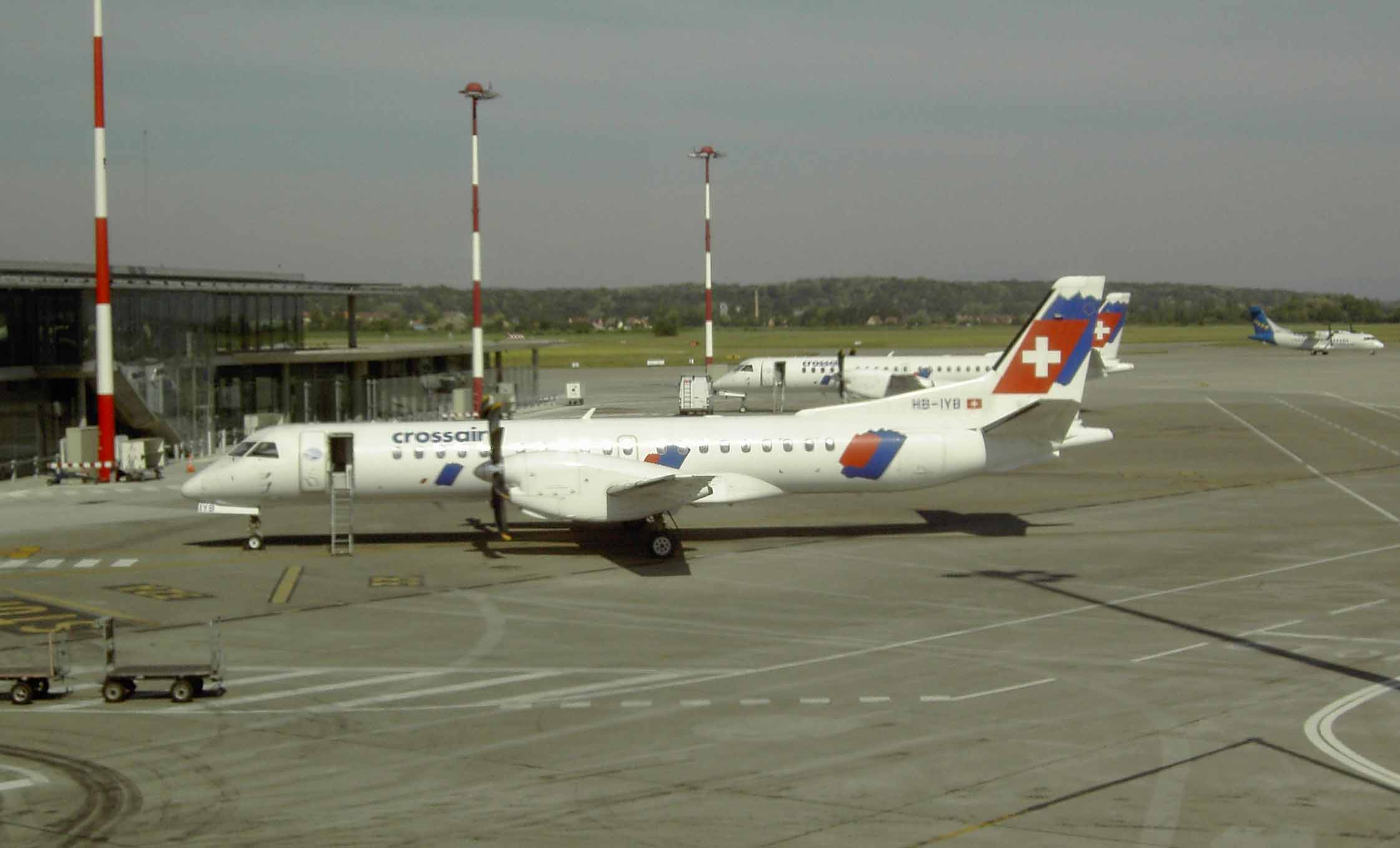
SAAB 2000 linii lotniczych Crossair

Saab 2000 – turbośmigłowy samolot pasażerski szwedzkiej firmy Saab, przeznaczony do lotów regionalnych. Samolot ten jest zbudowany na bazie Saaba 340 i porównaniu z nim ma wydłużony kadłub o 8 m i większą rozpiętość skrzydeł o 4 m. Na pokład może zabrać maksymalnie 58 pasażerów.

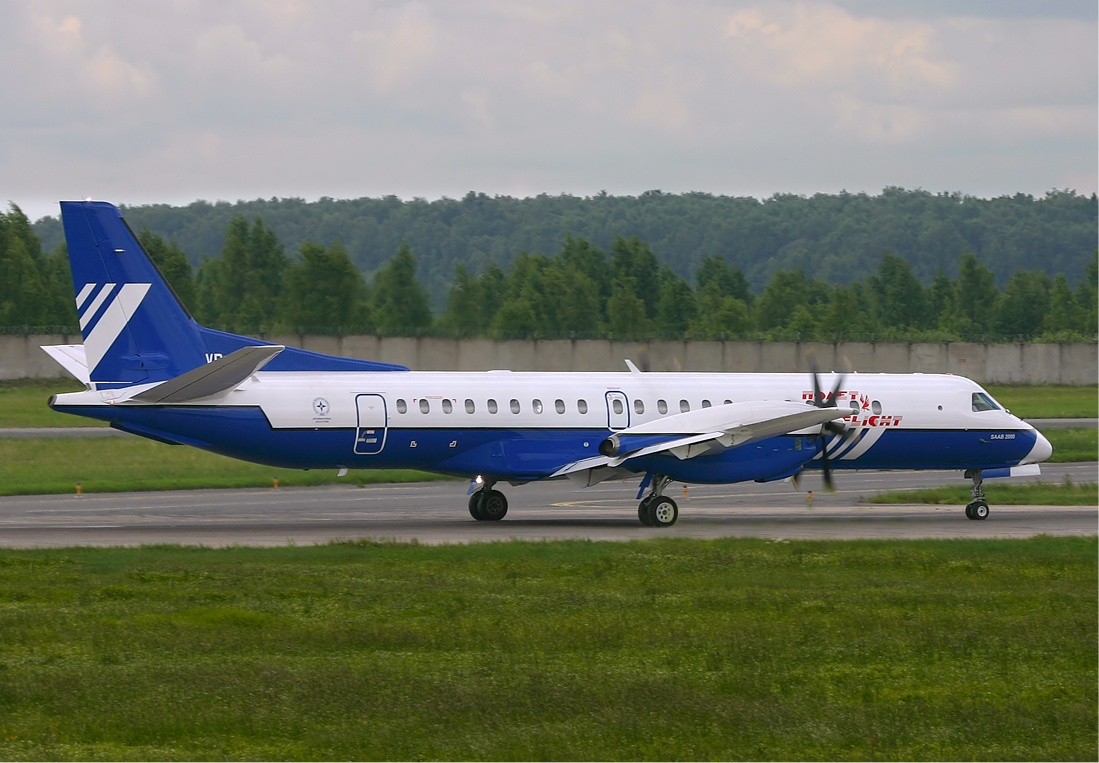
SAAB 2000 linii lotniczy Polet Airlines

## Warianty
- Saab 2000: 50-58 miejscowy samolot regionalny.
- Saab 2000FI: Samolot do kontroli lotów, dwa wyprodukowane.
- Saab 2000 AEW&C: Pokładowy wariant wczesnego ostrzegania i sterowania, elektronicznie skanowany radar Erieye.
- Saab 2000 Airtracer: samolot SIGINT
- Saab 2000 MPA: Morski samolot patrolowy

## Operatorzy
Samoloty pasażerskie
- Air Leap (obsługiwany przez Sveaflyg Scandinavia/Lipican Aer)

Samoloty wojskowe
- Pakistańskie Siły Powietrzne

- Królewskie Siły Powietrzne Arabii Saudyjskiej

Samoloty rządowe
- Japońskie Biuro Lotnictwa Cywilnego